# Isola Berkley
L'isola Berkley (in inglese Berkley Island) è una piccola isola antartica facente parte dell'arcipelago Windmill.
Localizzata ad una latitudine di 66° 12' sud e ad una longitudine di 110°38' est, l'isola è stata mappata per la prima volta mediante ricognizione aerea durante l'operazione Highjump e l'operazione Windmill, negli anni 1947-1948.